# Applicazione della pena su richiesta delle parti
L'applicazione della pena su richiesta delle parti (informalmente patteggiamento) è un procedimento penale speciale disciplinato dal punto 45 dell'art. 2 della legge delega 16 febbraio 1987, n. 81 ("Delega legislativa al Governo della Repubblica per l'emanazione del nuovo codice di procedura penale") e dall'art. 444 c.p.p. come modificato dalla legge 12 giugno 2003, n. 134.
È un procedimento speciale che necessita dell'accordo tra le parti. Gli organi competenti sono il GIP, il GUP e il giudice del dibattimento.

## Disciplina legislativa
L'art. 444 del codice di procedura penale italiano statuisce che:
(Art.444 c.p.p. commi 1 e 1-bis - Applicazione della pena su richiesta)

## Caratteristiche dell'istituto
Il "patteggiamento" (termine breve per indicare ciò che più correttamente è definito "applicazione della pena su richiesta delle parti") è, nel contesto della procedura penale, il procedimento speciale caratterizzato dalla richiesta che le parti (imputato e PM) rivolgono al Giudice, di applicazione, nella specie e nella misura indicata, di una sanzione sostitutiva o di una pena pecuniaria, diminuita fino a un terzo, ovvero di una pena detentiva che, tenuto conto delle circostanze e diminuita fino a un terzo, non superi i cinque anni (di reclusione o arresto), sola o congiunta a pena pecuniaria, salvo che a formulare la richiesta sia un imputato che abbia riportato più di una precedente condanna (recidiva reiterata), nel quale ultimo caso l'imputato incontra il limite dei due anni di pena detentiva "patteggiabile".
La richiesta, che può essere formulata durante le indagini preliminari, in udienza preliminare (prima delle formulazioni delle conclusioni), prima della dichiarazione di apertura del dibattimento nel caso di procedimento monocratico a citazione diretta o di giudizio direttissimo, e infine con la dichiarazione di opposizione a decreto penale di condanna, può essere subordinata alla concessione del beneficio della sospensione condizionale della pena. La richiesta può altresì avvenire entro 15 giorni dalla notificazione del decreto di giudizio immediato.
Inoltre, se la struttura del procedimento penale lo consente, l'imputato che si è visto rigettare la richiesta di patteggiamento - poiché mancava l'assenso del pubblico ministero o perché il giudice non ha accolto la sua richiesta - può ripresentarla al giudice del dibattimento prima della dichiarazione di apertura, e questi può accettarla se ritiene ingiustificato il dissenso del PM o il rigetto da parte del giudice. 
Non solo: il giudice può pronunciare ugualmente sentenza, che applica la pena richiesta, anche alla chiusura del dibattimento o nel giudizio d'impugnazione, se ritiene congrua la pena chiesta dall'imputato e ingiustificato il dissenso del giudice (delle indagini preliminari o dell'udienza preliminare) o il rigetto del PM, sempre che l'imputato l'abbia ripresentata prima della dichiarazione di apertura del dibattimento.
Il giudice non può sostituire alla pena concordata tra le parti una pena diversa, ma può non accettare l'accordo nei termini in cui è proposto dalle parti. Di fatto il controllo del giudice è tendenzialmente esercitato in modo da evitare l'applicazione di pene incongrue per difetto, in un'ottica sostanzialmente retributiva.
L'imputato può chiedere l'applicazione di pena anche nel corso del dibattimento, ma solo se il Pubblico ministero procede alla contestazione di un fatto diverso da quello indicato nel decreto che dispone il giudizio, se risulta da elementi già in suo possesso al momento dell'esercizio dell'azione penale.

## Problemi di natura costituzionale
Come abbiamo visto innanzi, potrebbe anche accadere che le parti chiedano una pena in applicazione pur difettando la prova della responsabilità dell'imputato. Esiste una norma cerniera nel sistema processuale penale rappresentata dall'art. 129 c.p.p., secondo cui il giudice "in ogni stato e grado del processo, quando riconosce che il fatto non sussiste o che l'imputato non lo ha commesso o che il fatto non costituisce reato o che non è previsto dalla legge come reato ovvero che il reato è estinto o che manca una condizione di procedibilità lo dichiara d'ufficio con sentenza". Tale norma impone al giudice di affermare - allo stato degli atti - l'innocenza dell'imputato addirittura anche di fronte a cause concorrenti di estinzione del reato (comma secondo cit. art.).
Poiché l'istanza di patteggiamento deve riguardare tutte le imputazioni formulate dal PM, è evidente che nel caso in cui il giudice dovesse ritenere non sussistente la responsabilità penale in ordine ad uno dei fatti contestati, fermo restando l'obbligo di declaratoria immediata ex art. 129 c.p.p., non potrà modificare l'accordo, ma dovrà limitarsi a rigettare la richiesta rimettendo (se la richiesta è formulata in fase di indagine preliminare) gli atti al PM, ovvero (nel caso di procedimento giunto ad una fase successiva a quella dell'indagine preliminare) procedere al giudizio.
Quando il patteggiamento è richiesto dalle parti prima della dichiarazione di apertura del dibattimento, nella fase degli atti introduttivi al dibattimento, il fascicolo per il dibattimento e quello del pubblico ministero risultano già separati; per questa ragione quando il patteggiamento è richiesto in tale fase il giudice ai fini dell'eventuale pronunciamento di proscioglimento ex art.129 c.p.p. ha una più limitata cognizione degli atti di causa rispetto a quella che ha il G.U.P. in sede di udienza preliminare, perché il giudice degli atti introduttivi al dibattimento conosce solo degli atti inseriti nel fascicolo del dibattimento e non di quelli inseriti nel fascicolo del P.M (al contrario il GUP ai sensi dell'art 416 c.p.p. ha accesso a un fascicolo che raccoglie tutti gli atti di indagine, anche integrativa, compiuti dal PM e dai difensori). Anche se ai sensi dell'art.135 delle disposizioni attuative del codice di procedura penale, il giudice che riceve la proposta di patteggiamento in una fase in cui i fascicoli sono già separati, può disporre l'ordine di esibizione del fascicolo del pubblico ministero, è arduo pensare che nella circostanza della richiesta di patteggiamento ci siano i tempi per un'approfondita disamina di questo fascicolo, che richiederebbe un rinvio dell'udienza per finalità di studio.
Le questioni di costituzionalità sorte intorno all'istituto del patteggiamento sono:
1. quelle relative alle incompatibilità del giudice ex art. 34 c.p.p. nel decidere procedimenti connessi, determinata dalla pronuncia di una sentenza di patteggiamento nei confronti di alcuno degli imputati;
2. quelle relative alla mancata previsione della condanna alle spese civili (la Corte Costituzionale con sentenza 443 del 1990 ha dichiarato la illegittimità costituzionale della norma nella parte in cui estende anche alle spese della parte civile l'esclusione dell'onere di pagamento delle spese processuali).

## Il "concordato" nel giudizio di appello
Sempre ispirato al principio di celerità e speditezza dei giudizi e di economia processuale, il legislatore del 1989 individuò un meccanismo destinato ad assicurare la accelerazione della definizione della fase della impugnazione e così stabilì che con rito camerale (art. 124 c.p.p.), invece che in pubblica udienza, venissero trattati gli appelli aventi ad oggetto concessione o rivalutazione del bilanciamento di circostanze attenuanti comuni o generiche e di altri benefici in favore del condannato, nonché quelli nei quali le parti si trovassero d'accordo su alcuni motivi, rinunciando ad altri eventuali. Dubbi di costituzionalità vennero sollevati da più giudici in relazione alla conformità della norma alla Legge delega. Tali dubbi si trasformarono in certezza di incostituzionalità dalla Corte con la sent. 143/1990. Sentenza destinata, comunque, ad essere travolta dalla novella del 1999.
Tenendo presenti infatti anche le conclusioni alle quali era giunta la Corte Costituzionale con la citata sentenza n. 143, dichiarativa della illegittimità della norma nella parte in cui prevedeva che nel patto negoziale potessero rientrare anche circostanze relative all'accertamento della responsabilità penale, argomentando con riferimento alla esigenza di escludere il ricorso alla procedura camerale nei casi in cui si dovesse discutere sull'an della responsabilità penale dell'imputato, il novellatore del 1999 (L. 19 gennaio 1999 n. 14) ha ricondotto ad unità le ipotesi del vecchio "concordato sulla pena" e di quello "sui motivi", escludendo ogni forma di corredo premiale (ciò che distingue questi casi dal cosiddetto "patteggiamento").
Il decreto legge 23 maggio 2008, n. 92 (Pacchetto sicurezza), convertito in legge 24 luglio 2008, n. 125, ha abrogato l'istituto del cosiddetto “patteggiamento in appello”, già dichiarato incostituzionale nel 1990, poi reintrodotto nel 1999.
La legge 23 giugno 2017, n. 103 (Riforma Orlando) ha introdotto l'articolo 599 bis del Codice di Procedura Penale, che, al primo comma, dispone La corte provvede in camera di consiglio anche quando le parti, nelle forme previste dall’articolo 589, ne fanno richiesta dichiarando di concordare sull’accoglimento, in tutto o in parte, dei motivi di appello, con rinuncia agli altri eventuali motivi. Se i motivi dei quali viene chiesto l’accoglimento comportano una nuova determinazione della pena, il pubblico ministero, l’imputato e la persona civilmente obbligata per la pena pecuniaria indicano al giudice anche la pena sulla quale sono d’accordo.
La disposizione in questione non si applica ad alcuni delitti individuati al comma 2. Se il Giudice ritiene di non poter accogliere la richiesta, ordina la citazione a comparire in dibattimento, la richiesta, poi, può essere ripresentata nel corso del dibattimento (art 599 bis comma 3) .